# 篠見星奈
篠見 星奈（しのみ せいな、1999年9月1日 - ）は、日本のグラビアアイドル、ライブアイドル、タレント。女性アイドルグループ「あまいものつめあわせ」のメンバー。
北海道札幌市出身。SPJ Entertainment所属。

## 略歴
2018年6月3日、ガールズグループ「Nicedice」のメンバーとしてデビュー。新宿や渋谷を中心にライブ活動を行っていた。
2019年10月1日、所属事務所SPJを退所。その後主に撮影会モデルをしていたが、SPJの社長に声を掛けられ、2021年5月からグラビア活動を開始した。
2021年8月3日、『第4回ミス週刊実話WJガールオーディション』にて特別賞を受賞。
2022年4月22日、1stDVD『少女の祈り』（竹書房）を発売。Amazon売れ筋ランキングのDVDアイドル部門で1位を獲得した。
2022年8月15日、『第13回ミスヤングチャンピオン2022オーディション』にて準グランプリを受賞。また11月7日発売の『週刊プレイボーイ』（集英社）の企画「新世代グラドルボイン番付 2022年秋場所」にて、「西の大関」に選出された。
2022年12月22日、グラビアアイドルDVD販売会社が選ぶアワード『グラビア・オブ・ザ・イヤー2022』（主催：グラビア・オブ・ザ・イヤー実行委員会、協力：キネマ旬報社・ガジェット通信）にて、新人賞を受賞。
2023年9月2日、新規アイドルユニット「あまいものつめあわせ」（他メンバー：ちとせよしの、高橋桃子、中川心）への参加を発表。同年10月30日、『週刊プレイボーイ』の創刊57周年企画「NIPPONグラドル57人」にグラビアニュージェネレーションの1人として掲載された。
2024年3月1日、公式ファンクラブ『&Stella』（アンステラ）を開設。

## 人物
- 趣味はYouTube鑑賞、コスメ集め[1]。
- 特技はアニメ声、ダンス、軟体[1]。ダンスは、ジャズダンスを4歳から14歳まで10年間習っていた[7]。また“I字バランス”が得意であり、イメージビデオで毎回披露している[30][31]。
- 好きな食べ物は、梅干し[32]。
- 「ラブライバー」[注 4]、「once」[注 5]、「Kep1ian」[注 6]でもあり、推しはそれぞれ西木野真姫、モモ、ヨンウン[33]。
- スタジオジブリが好きで、中でも好きな作品は『風立ちぬ』、『紅の豚』、『もののけ姫』[34][35]。
- 芸能界デビューのきっかけは、オーディション[5]。ダンスをやっていた時にステージに立つことが楽しくて生きがいだったため、表舞台に立つ仕事がしたいと思い応募した[5]。
- 目標とするグラビアアイドルには東雲うみを挙げている[36]。
- 「あまいものつめあわせ」でのメンバーカラーは、ブルー[37]。

## 作品

### イメージビデオ
- 少女の祈り（2022年4月22日、竹書房）[38][39]
- 聖なる季節（2022年7月20日、ラインコミュニケーションズ）[40][41]
- しのみちゃん（2022年10月28日、エスデジタル）[42][43]
- 好き、スキ、先輩！（2023年1月20日、ラインコミュニケーションズ）[44][45][46]
- 恋する魔球（2023年4月21日、竹書房）[47][48][49][50]
- SEiNA（2023年7月28日、エスデジタル）[51][52][53][54]
- 一途な想い、君といつまでも（2023年10月20日、ラインコミュニケーションズ）[55][56][57]
- 恒星くらい輝いて（2024年2月24日、竹書房）[58][59][60]
- あなたのために（2024年5月20日、ラインコミュニケーションズ）[61][62]
- 一番星の生まれ変わり（2024年8月27日、エアーコントロール）[63][64][65]
- 主従関係？（2024年11月29日、エスデジタル）[66][67][68]
- ヤンチャな同級生（2025年8月26日、エアーコントロール）[69]

## 出版

### デジタル写真集
- 少女光臨（2022年6月24日、竹書房［Bamboo e-Book］）
- FRESH（2022年6月24日、竹書房［Bamboo e-Book］）
- Gz PRESS No.555 : 競泳水着（2022年8月11日、サーティースリー）[70]
- Gz PRESS No.561 : OL服＆ランジェリー（2022年8月25日、サーティースリー）[71]
- Gz PRESS No.567 : セクシーワンピース＆ビキニ（2022年9月8日、サーティースリー）[72]
- Gz PRESS No.573 : ベビードール＆ビキニ（2022年9月22日、サーティースリー）[73]
- 篠見星奈が水着で美容院（2022年9月23日、講談社［ヤンマガデジタル写真集］、撮影：田中智久）[74]
- 篠見星奈が水着で軟体（2022年9月23日、講談社［ヤンマガデジタル写真集］、撮影：田中智久）[75]
- Gz PRESS No.579 : 童貞ころすセーター（2022年10月6日、サーティースリー）[76]
- Gz PRESS No.585 : メイド服＆ビキニ（2022年10月20日、サーティースリー）[77]
- Gz PRESS No.591 : 私服＆ビキニ（2022年11月3日、サーティースリー）[78]
- 聖なる季節（2023年2月14日、ラインコミュニケーションズ［Idol Line］、撮影：早川達也）
- SEINA MODE 七色の恋（2023年2月20日、ドラゴンフライブック）
- 想い出になる前に。（2023年3月31日、プレステージ出版、撮影：富田恭透）[79]
- しのみちゃん（2023年4月15日、エスデジタル、撮影：富田恭透）※DMMブックス限定
- ヒミツの楽園（2023年5月1日、秋田書店［月チャンデジグラ］）共演：猫宮あすか、理依奈
- 私服＆競泳水着（2023年6月2日、グラビア学園）
- けもの耳ビキニフレンド（2023年6月9日、グラビア学園）
- 浴衣＆OLニット（2023年6月16日、グラビア学園）
- 恋する惑星（2023年6月16日、竹書房［Bamboo e-Book］）
- スターライト（2023年6月16日、竹書房［Bamboo e-Book］）
- せいなメロディ（2023年7月11日、クリームエディット）
- 好き、スキ、先輩！（2023年7月27日、ラインコミュニケーションズ［Idol Line］、撮影：早川達也）
- 篠見星奈×Clearstone（2023年9月15日、集英社［週プレ PHOTO BOOK］、撮影：大藪達也）[80]
- 自撮り写真集（2023年10月24日、グラビア学園）
- ラブポップグラビア Vol.01（2024年2月2日、PAD）
- 一途な想い、君といつまでも（2024年3月16日、ラインコミュニケーションズ［Idol Line］、撮影：早川達也）
- ラブポップグラビア Vol.02（2024年3月29日、PAD）
- ラブポップグラビア Vol.03（2024年5月24日、PAD）
- ラブポップグラビア Vol.04（2024年8月2日、PAD）
- seina mode 流れ星をみた（2024年8月3日、ドラゴンフライブック）
- あなたのために（2024年8月9日、ラインコミュニケーションズ［Idol Line］、撮影：早川達也）
- SEiNA（2024年9月10日、エスデジタル、撮影：八坂悠司）※DMMブックス限定
- せいなリズム（2024年9月26日、クリームエディット）
- ラブポップグラビア Vol.05（2024年10月4日、PAD）
- NIPPONグラドル58人（2024年10月7日、集英社［週プレ PHOTO BOOK］、撮影：LUCKMAN、藤本和典、佐藤佑一）[81]
- 441枚収録 Complete Box（2025年4月4日、PAD）
- 好き、スキ、先輩！＋聖なる季節（2025年4月26日、ドラゴンフライブック［+PLUSW］）
- seina mode 主従関係？（2025年5月27日、ドラゴンフライブック）

### 雑誌
- 週刊プレイボーイ 2022年5月9日号 No.19（2022年4月25日、集英社）[注 7]
- Cream 2022年8月号（2022年7月7日、メディアックス）
- ヤングキング 2022年9月19日号（2022年8月22日、少年画報社）[注 8]
- MEN'S DVD SEXY vol.11（2022年8月22日、三和出版）
- Cream 2022年10月号（2022年9月7日、メディアックス）
- 週刊プレイボーイ 2022年11月21日号 No.47（2022年11月7日、集英社）[注 9]
- FRIDAY 2023年1月20日・27日号（2023年1月5日、講談社）[注 10]
- 月刊少年チャンピオン 2023年3月特大号（2023年2月6日、秋田書店）[注 11]
- 週刊実話 2023年3月30日号（2023年3月16日、日本ジャーナル出版）[注 12]
- パチスロ必勝ガイド乙女 胸キュン♡ドリームver.（2023年7月6日、ガイドワークス）[注 13]
- 週刊プレイボーイ 2023年10月2日号 No.39･40（2023年9月11日、集英社）[注 14]
- 週刊プレイボーイ 2023年11月13日号 No.46（2023年10月30日、集英社）[注 15]
- Cream 2024年6月号（2024年5月7日、メディアックス）
- 週刊プレイボーイ 2024年10月28日号 No.43･44（2024年10月7日、集英社）[注 16]
- Cream 2025年4月号（2025年3月7日、メディアックス）[注 17]

## 出演

### テレビ番組
- ボートレーススペシャルLIVE（レジャーチャンネル）- ゲスト
  - 住之江グランプリ（2024年12月17日）[90]
  - 若松ボートレースクラシック（2025年3月25日）[91]
- ゴッドタン（2025年6月8日〈7日深夜〉、テレビ東京）[92]

### ウェブ配信
- 週刊実話WJGirlsチャンネル（YouTube）
  - 週刊実話WJガールズ生TV Vol.1（2021年10月15日）共演：大川成美、紅羽祐美[93]
  - 週刊実話WJガールズ生TV Vol.2（2021年11月26日）共演：堀江りほ、星那美月[94]
  - 週刊実話WJガールズ生TV Vol.3（2022年1月16日）共演：紅羽祐美[95]
  - レトロゲームと #駄菓子 で笑顔いっぱい！篠見星奈 誌面レポートオフショット（2022年2月9日）[96]
- 東京Lily 【図工の時間】#4（2022年6月29日、YouTube）共演：入山愛、岡本杷奈、塩江ゆう[97]
- ヤンチャングラビアch【公式】 ミスヤングチャンピオン2022お披露目生配信（2022年8月20日、YouTube）共演：瀬戸万莉愛、波妃美咲、猫宮あすか、理依奈[98]
- 第13回ミスヤングチャンピオン2022チャンネル（2022年10月 - 2023年9月、マシェバラ）- 毎月第3木曜日[99]
- 激刊！ふじ（2023年10月17日、渋谷クロスFM）[100]
- DJ Tomoaki's Radio Show!（2025年2月20日、下北FM）- アシスタントMC[101][102]

### 音声配信
- よゐこ有野のノーギャラジオ（2022年8月1日、Radiotalk）[103]

### 舞台
- 或るアリス（2018年10月31日 - 11月4日、浅草六区ゆめまち劇場）- 襟 役[104]

### 映画
- HONEY SCOOPER 《EPISODE:04》 ASSASSIN MASTER -龍帝外伝-（2019年3月16日、GO'S PROJECT FILMS）- 星麗 役[105]

### イベント
- KANSAI COLLECTION 2019 AUTUMN&WINTER（2019年8月27日、京セラドーム大阪）[106][107]
- 台湾写真博覧会
  - （2024年1月26日 - 28日、松山文創園区）[108][109]
  - （2024年12月27日 - 29日、台北南港展覧館2館）[110]
- アイふた Vol.55（2024年8月28日、LOFT9 Shibuya）[111]